# Lista de quadros do Domingão do Faustão
Esta é uma lista de quadros do programa de televisão Domingão do Faustão, exibido no Brasil.

## Arquivo Confidencial
Familiares e amigos deixam depoimentos para um famoso. Geralmente, os homenageados não sabem do arquivo, e Faustão dá um "susto" nos participantes no palco dizendo que estão no Arquivo Confidencial.

## Avião do Faustão
Foi um quadro que substituiu o Caminhão do Faustão. promovia uma distribuição de prêmios através do "avião", viajando por várias cidades brasileiras.

## Cadeira Elétrica
Era um jogo exibido em 1989 em que o vencedor do quadro Controle Remoto tem a chance de identificar quais são os nomes dos artistas musicais em seis videoclipes que era exibidos nos televisores de tubo, em 50 segundos. Os nomes de cada artista musical é divulgado pela locutora e assistente de palco de programa, Cláudia Diniz.

## Caminhão do Faustão
Era um quadro exibido em 1989 que promovia uma distribuição de prêmios através do Caminhão do Faustão, dirigido por Detto Costa. As reportagens eram comandadas por atores da Rede Globo. Além disso o público escrevia e enviava cartas para o quadro para concorrer ao sorteio de um quadro de eletrodomésticos como "prêmios"; o caminhão viajava em várias cidades brasileiras. Anos depois o Caminhão foi substituído por um avião e o quadro passou a se chamar Avião do Faustão.

## Circo do Faustão
Foi um reality show do programa Domingão do Faustão onde os famosos fazem números e apresentações de circo.

### Primeira temporada
Estreou dia 8 de Julho de 2007 e foi apresentada por Fausto Silva e contou com a co-apresentação de Adriana Colin. A direção ficou a cargo de Lucimara Parisi. A atração contou com 7 casais. Em 12 de Agosto de 2007, Gianne Albertoni e Wander Rabello venceram a disputa.
Participantes
| Celebridade        | Conhecido por | Profissional     | Situação                            |
| ------------------ | ------------- | ---------------- | ----------------------------------- |
| Gianne Albertoni   | Modelo        | Wander Rabello   | Vencedora em 12 de agosto de 2007   |
| Alexandre Slaviero | Ator          | Débora Rodrigues | 2º Lugar em 12 de agosto de 2007    |
| Carol Castro       | Atriz         | Douglas Gee      | 3º Lugar em 12 de agosto de 2007    |
| Rodrigo Lombardi   | Ator          | Luciana Belchior | 4º Eliminado em 5 de agosto de 2007 |
| Luiza Possi        | Cantora       | Ari Parreiros    | 3ª Eliminada em 5 de agosto de 2007 |
| Angelita Feijó     | Atriz         | Marcelo Marques  | 2ª Eliminada em 29 de julho de 2007 |
| Buchecha           | Cantor        | Isabela Mucci    | 1º Eliminado em 29 de julho de 2007 |

Resultados
     indica o casal eliminado naquela semana
     indica o casal que foi o penúltimo da semana
     indica o casal que foi o primeiro da semana
     indica o casal vencedor
     indica o casal 2º colocado
     indica o casal 3º colocado
| Casal              | Pos | 1    | 2    | 3    | 4     | 5     | 6         |
| ------------------ | --- | ---- | ---- | ---- | ----- | ----- | --------- |
| Gianne & Wander    | 1   | 28,0 | 55,5 | 84,3 | 112,0 | 139,8 | 7/7 Votos |
| Alexandre & Débora | 2   | 29,0 | 56,6 | 85,1 | 113,8 | 140,6 | 0/7 Votos |
| Carol & Douglas    | 3   | 28,1 | 57,0 | 84,6 | 111,9 | 139,9 | 0/7 Votos |
| Rodrigo & Luciana  | 4   | 27,5 | 55,0 | 81,9 | 110,1 | 139,5 |           |
| Luiza & Aris       | 5   | 27,1 | 54,5 | 80,9 | 108,1 | 133,6 |           |
| Angelita & Marcelo | 6   | 27,3 | 54,4 | 80,4 | 106,6 |       |           |
| Buchecha & Isabela | 7   | 25,9 | 52,0 | 78,2 | 105,5 |       |           |

Temas
| Casal              | 1      | 2              | 3           | 4            | 5            | 6        | 6        |
| ------------------ | ------ | -------------- | ----------- | ------------ | ------------ | -------- | -------- |
| Gianne & Wander    | Mágica | Duo Acrobático | Malabarismo | Equilibrismo | Tecido Aéreo | Trapézio | Trapézio |
| Alexandre & Débora | Mágica | Duo Acrobático | Malabarismo | Equilibrismo | Tecido Aéreo | Trapézio | Trapézio |
| Carol & Douglas    | Mágica | Duo Acrobático | Malabarismo | Equilibrismo | Tecido Aéreo | Trapézio |          |
| Rodrigo & Luciana  | Mágica | Duo Acrobático | Malabarismo | Equilibrismo | Tecido Aéreo |          |          |
| Luiza & Aris       | Mágica | Duo Acrobático | Malabarismo | Equilibrismo | Tecido Aéreo |          |          |
| Angelita & Marcelo | Mágica | Duo Acrobático | Malabarismo | Equilibrismo |              |          |          |
| Buchecha & Isabela | Mágica | Duo Acrobático | Malabarismo | Equilibrismo |              |          |          |

### Segunda Temporada
A segunda temporada estreou dia 9 de novembro de 2008.
Participantes
| Celebridade      | Conhecido por | Profissional   | Situação                             |
| ---------------- | ------------- | -------------- | ------------------------------------ |
| Cássio Reis      | Ator          | Luana Serrat   | Vencedor Em 7 de dezembro, 2008      |
| Bárbara Borges   | Atriz         | Wander Rabelo  | 2º Lugar Em 7 de dezembro, 2008      |
| Cris Vianna      | Atriz         | Dirceu Lima    | 3º Lugar Em 7 de dezembro, 2008      |
| Samantha Schmutz | Humorista     | Michael Nunes  | 4ª eliminada Em 30 de novembro, 2008 |
| Ana Luiza Castro | Modelo        | Kuxixo         | 3ª eliminada Em 23 de novembro, 2008 |
| Caio Castro      | Ator          | Jeniffer Baeta | 2º eliminado Em 23 de novembro, 2008 |
| Latino           | Cantor        | Cristina Moura | 1º eliminado Em 16 de novembro, 2008 |

Resultados
Vermelho indica que o casal teve a pontuação mais baixa da semana
Verde indica que o casal teve a pontuação mais alta da semana
     indica que o casal foi eliminado
     indica que o casal foi para o bottom 2
     indica que o casal abandonou a disputa
     indica que o casal foi o vencedor
     indica que o casal foi o segundo colocado
| Casal              | Pos | 1    | 2     | 3     | 4     | 5         |  |
| ------------------ | --- | ---- | ----- | ----- | ----- | --------- |  |
| Cássio & Luana     | 1   | 65.9 | 129.4 | 194.9 | 263.7 | 4/7 Votos |  |
| Bárbara & Wander   | 2   | 66.1 | 133.9 | 201.4 | 262.5 | 3/7 Votos |  |
| Cris & Dirceu      | 3   | 63.9 | 128.6 | 194.9 | 259.9 | 0/7 Votos |  |
| Samantha & Michael | 4   | 62.7 | 130.7 | 197.3 | 258.5 |           |  |
| Ana Luiza & Kuxixo | 5   | 67.7 | 127.0 | 194.8 |       |           |  |
| Caio & Jeniffer    | 6   | 63.5 | 126.8 | 193.3 |       |           |  |
| Latino & Cristina  | 7   | 65.9 | SAIU  |       |       |           |  |

Médias
| Rank por Média | Resultado | Casal              | Total | Número de Apresentações | Média Final |
| -------------- | --------- | ------------------ | ----- | ----------------------- | ----------- |
| 1              | 1         | Cássio & Luana     | 263.7 | 4                       | 65.9        |
| 1              | 7         | Latino & Cristina  | 65.9  | 1                       | 65.9        |
| 3              | 2         | Bárbara & Wander   | 262.5 | 4                       | 65.6        |
| 4              | 3         | Cris & Dirceu      | 259.9 | 4                       | 65.0        |
| 5              | 4         | Samantha & Michael | 258.5 | 4                       | 64.6        |
| 6              | 5         | Ana Luiza & Kuxixo | 194.8 | 3                       | 64.9        |
| 7              | 6         | Caio & Jeniffer    | 193.3 | 3                       | 64.4        |

Temas
| Casal              | 1      | 2         | 3            | 4            | 5         | 5         |
| ------------------ | ------ | --------- | ------------ | ------------ | --------- | --------- |
| Cássio & Luana     | Mágica | Acrobacia | Tecido Aéreo | Equilibrismo | Trapézio  | Trapézio  |
| Bárbara & Wander   | Mágica | Acrobacia | Tecido Aéreo | Equilibrismo | Acrobacia | Acrobacia |
| Cris & Dirceu      | Mágica | Acrobacia | Tecido Aéreo | Equilibrismo | Tecido    |           |
| Samantha & Michael | Mágica | Acrobacia | Tecido Aéreo | Equilibrismo |           |           |
| Ana Luiza & Kuxixo | Mágica | Acrobacia | Tecido Aéreo |              |           |           |
| Caio & Jeniffer    | Mágica | Acrobacia | Tecido Aéreo |              |           |           |
| Latino & Cristina  | Mágica | Acrobacia |              |              |           |           |

     Pontuação mais Alta
     Pontuação mais Baixa
     Sem Pontuação
Ranking
| Ordem | 1         | 2         | 3         | 4        | 5       | 5       |  |
| ----- | --------- | --------- | --------- | -------- | ------- | ------- |  |
| 1     | Ana Luiza | Bárbara   | Bárbara   | Cássio   | Bárbara | Cássio  |  |
| 2     | Bárbara   | Samantha  | Samantha  | Bárbara  | Cássio  | Bárbara |  |
| 3     | Cássio    | Cássio    | Cássio    | Cris     | Cris    |         |  |
| 4     | Latino    | Cris      | Cris      | Samantha |         |         |  |
| 5     | Cris      | Ana Luiza | Ana Luiza |          |         |         |  |
| 6     | Caio      | Caio      | Caio      |          |         |         |  |
| 7     | Samantha  | Latino    |           |          |         |         |  |

     O casal foi o vencedor
     O casal foi eliminado
     O casal abandonou a disputa
Estatísticas
- Casal com mais primeiros lugares acumulados:  Bárbara & Wander, 2 vezes
- Casal com mais primeiros lugares consecutivos:  Bárbara & Wander, 2 vezes
- Casal com mais presença acumulada no bottom 2: Cris & Dirceu, 2 vezes
- Casal com mais presença consecutiva no bottom 2: Cris & Dirceu, 2 vezes

## Controle Remoto
Era um jogo colaborado por Faustão, competido por anônimos e testava "cultura da televisão brasileira". A primeira edição contou com a apresentação dos atores Adriana Esteves e Cássio Scapin, como assistentes de palco, que foram substituídos por Stella Freitas e Pedro Cardoso no domingo seguinte. O cenário trazia recortes de jornal e fotos de novelas e artistas nas paredes.
O jogo possui seis canais que apresentam uma atração televisiva. Cada atração apresentava uma pergunta com alternativas, de A à C. Os participantes tinham um controle remoto em mãos e escolhiam o canal que exibia um programa. No meio da brincadeira, uma sirene tocava e anunciava a Hora do Lanche, momento em que pipoca, salgadinhos e outros lanches caiam em cima dos jogadores e do próprio apresentador. Quem estivesse liderando o placar tinha a oportunidade de ganhar prêmios durante a competição. Quem perdia, ficava “fora do ar” e era substituído por uma caveira. Na fase final, a Cadeira Elétrica, o vencedor tinha que adivinhar quem estava cantando nos seis videoclipes que eram exibidos nos televisores de tubo. O Super Controle Remoto era uma competição entre os vencedores de cada domingo.
O quadro é baseado em um formato da produtora holandesa Endemol, e é conhecido na Europa como Circus with Celebrities. O programa foi originalmente desenvolvido pela Endemol Portugal, onde foi chamado de Circo das Celebridades, e também já foi produzido em países como Itália e Argentina.

## Dança no Gelo
Dança no Gelo foi um talent show do programa Domingão do Faustão inspirado no original americano Skating with Celebrities, onde os famosos dançavam sobre uma pista de gelo vários estilos musicais. O quadro estreou em 13 de agosto de 2006, e gerou protestos de diretores de novelas produzidas pela emissora, após atores que participavam de tais novelas se machucarem nos ensaios ou apresentações do quadro.
A competição teve três edições, sendo que a última em 2007, foi vencida por Leandro Scornavacca e Andréia Yonashiro.

### Primeira temporada
Participantes
| Celebridade   | Conhecido por    | Profissional      | Situação                              |
| ------------- | ---------------- | ----------------- | ------------------------------------- |
| Murilo Rosa   | Ator             | Simone Pastusiak  | Vencedor em 10 de setembro de 2006    |
| Juliana Paes  | Atriz            | Ariel Schefer     | 2º Lugar em 10 de setembro de 2006    |
| Deborah Secco | Atriz            | Paulo Peres       | 3º Lugar em 10 de setembro de 2006    |
| Giovane Gávio | Jogador de vôlei | Ana Elisa Marmelo | 3ª eliminado em 3 de setembro de 2006 |
| Susana Vieira | Atriz            | Diego Dores       | 2ª eliminada em 27 de agosto de 2006  |
| Marcos Frota  | Ator             | Inês Santiago     | 1ª eliminado em 20 de agosto de 2006  |

### Segunda temporada
Participantes
| Celebridade        | Conhecido por | Profissional      | Situação                                      |
| ------------------ | ------------- | ----------------- | --------------------------------------------- |
| Iran Malfitano     | Ator          | Stephanie Gardner | Vencedor em 12 de novembro de 2006            |
| Daniele Suzuki     | Atriz         | Luiz Claudio      | 2º Lugar em 12 de novembro de 2006            |
| André Gonçalves    | Ator          | Marise Momnier    | 5ª eliminado em 5 de novembro de 2006         |
| Cláudia Ohana      | Atriz         | Fernando Farias   | 4ª eliminada em 5 de novembro de 2006         |
| Monique Alfradique | Atriz         | Diego Dores       | Desistente por lesão em 22 de outubro de 2006 |
| Lucimara Parisi    | Diretora      | Flávio Francisco  | 3ª eliminada em 15 de outubro de 2006         |
| Xanddy             | Cantor        | Luciana Garcia    | 2ª eliminado em 8 de outubro de 2006          |
| David Pinheiro     | Humorista     | Renata Janiques   | 1ª eliminado em 1 de outubro de 2006          |

### Terceira temporada
Participantes
| Celebridade | Conhecido por     | Profissional      | Situação                                     |
| --- | ----------------- | ----------------- | -------------------------------------------- |
| Leandro Scornavacca | Cantor            | Andréia Yonashiro | Vencedor em 25 de novembro de 2007           |
| Tande | Jogador de vôlei  | Loana Muttoni     | 2º Lugar em 25 de novembro de 2007           |
| Mário Frias | Ator              | Ana Elisa Campos  | 3º Lugar em 25 de novembro de 2007           |
| Luciele di Camargo | Atriz             | Flávio Francisco  | 8ª eliminada em 18 de novembro de 2007       |
| Lucy Ramos | Atriz             | Diego Dores       | 7ª eliminada em 4 de novembro de 2007        |
| Luíza Brunet | Atriz e ex-modelo | Luís Renato       | 6ª eliminada em 28 de outubro de 2007        |
| Márcia Cabrita | Atriz             | Luiz Cláudio      | 5ª eliminada em 21 de outubro de 2007        |
| Ícaro Silva | Ator              | Silvia Rodrigues  | 4ª eliminado em 14 de outubro de 2007        |
| Giselle Itié | Atriz             | Paulo Peres       | Desistente por lesão em 7 de outubro de 2007 |
| Rodrigo Faro | Ator              | Lívia Mendes      | 3ª eliminado em 30 de setembro de 2007       |
| Em 16 e 23 de setembro houve apresentações separadas dos homens e mulheres sem eliminações; os pontos foram acumulados aos do dia 30. |                   |                   |                                              |
| Natália Guimarães | Miss Brasil       | Anderson Borges   | 2ª eliminada em 9 de setembro de 2007        |
| Diego Alemão | Ex-BBB7           | Luciana Garcia    | 1ª eliminado em 2 de setembro de 2007        |

## Faustolândia
O Faustolândia foi um quadro de gincana que repetia um molde parecido com as Olimpíadas do Faustão.

## Garagem do Faustão
Garagem do Faustão era um quadro onde abria espaços para músicos e bandas que queriam mostrar seu talento. Sendo feito anualmente, todos os músicos e bandas que participavam, passavam por etapas de eliminação, que eram decidido por votos de internautas através da internet e dois finalistas levariam um prêmio
O prêmio era variável, como por exemplo na edição do quadro em 2010, a dupla sertaneja Munhoz e Mariano foram os vencedores em 1º lugar, e tiveram como prêmio o convite para se apresentarem no maior festival de música sertaneja do país: o Sertanejo Pop Festival em São Paulo.

## Jogo da Velha
O Jogo da Velha foi um dos primeiros quadros do programa na fase inicial. Diversos nomes do elenco da TV Globo respondiam perguntas feitas por Faustão e os convidados tinham que responder se o famoso estava certo ou errado. Quando o concorrente errava, o ponto ia para o seu oponente. Os participantes eram sorteados pela produção e tinham que formar uma linha com três acertos para ganhar. A primeira edição trouxe Cassia Kis, Lúcio Mauro, Rosana Fienngo, João Kléber, Paulo César Grande, Tássia Camargo, Paulo Ricardo e Lady Francisco. As respostas eram estabelecidas pela direção do programa.

## Mano a Mano
Foi um dos primeiros quadros fixos do Domingão do Faustão, sendo exibido, inclusive, na primeira edição do programa, em 26 de março de 1989. Era um jogo de perguntas e respostas em que irmãos tentavam demonstrar que conheciam o comportamento um do outro. Conforme o acerto das respostas, as crianças ganhavam prêmios que eram escolhidos pela locutora e assistente de palco do programa, Cláudia Diniz. No programa de estreia o quadro teve os irmãos Cristiano e Claudia Lagame como vencedores.

## Olimpíadas do Faustão
Os participantes realizavam provas diferentes que valiam dinheiro para quem as realizasse. Surgiu com o início do programa e acabou em 1998. As provas eram baseadas no game-show japonês Takeshi's Castle, e às vezes também eram exibidas as provas originais do programa. O quadro era patrocinado pelos tenis All Star, lubrificantes Bardahl, pelo extinto Banco Bamerindus, Banco Bradesco e pela Caixa Econômica Federal.
Em 1997, a Rede Globo ganhou um processo contra o SBT, que plagiara as Olimpíadas do Faustão como "Gincana", quadro exibido no programa Hot Hot Hot e que também eram conhecidas como "Olimpíadas do SBT", e fora proibido pela justiça de continuar exibindo Os direitos das provas posteriormente passaram a pertencer ao SBT, que as utilizam para a "Gincana" do novo Programa Silvio Santos.
Faustão criou dois quadros semelhantes: o Faustolândia e o Maratoma.
Provas
(os nomes originais das provas, baseadas em Takeshi's Castle, estão ao lado dos nomes brasileiros).
A Ponte do Rio que Cai (Bridge Ball)
O participante devia atravessar uma ponte sem apoios segurando uma bola laranja (em alguns episódios, uma ficha telefônica) enquanto atiradores jogam bolas pretas para desequilibrá-lo. O nome é paródia de A Ponte do Rio Kwai, que inclusive é a fonte da música de fundo.
Avalanche (Boulder Dash)
O participante é posto em uma roupa em forma de barril e deve subir uma rampa, porém são lançadas bolas gigantes para derrubá-lo. Para vencer, ele tem 40 segundos para chegar ao topo da rampa sem ser atingido.

Baleia de Rodas (Ride the Wave)
O participante sobe em uma bicicleta fantasiada de baleia e tem que percorrer por uma pista cheia de curvas, enquanto que atiradores disparam várias bolas para derrubá-lo, pequenas lombadas e uma pequena gangorra, até chegar ao final da pista.

Aviãozinho (Jet Skid)
O participante se agarra em um aviãozinho de mentira pendurado em uma corda, cruza uma lagoa e para vencer, ele tem que se jogar em uma plataforma flutuante na água.
Bola no Saco (Catch It)
Os participantes, usando roupas imensas e com redes, tentam pegar uma bola lançada no ar. Quem consegue pegar passa e dá chances aos outros.
Boliche (Skittles)
Dez participantes pegam uma carta de baralho e se vestem de pino de boliche, e nisso, um monstro joga uma bola de boliche gigante para derrubar os pinos, vence aqueles que sobrarem na prova.
Cabo de Guerra (Tug of War)
O participante escolhe uma corda de 1 a 5 e tem que puxar um adversário secreto para o seu lado contra a lama. Somente depois da prova, o participante descobre seu adversário.
Caçadores do Tombo Perdido (The Gauntlet)
O participante deve ultrapassar um circuito de provas que envolviam uma esteira rolante, uma ponte giratória e uma cama elástica e chegar ao final sem cair dele. Porém, o percurso deve ser completado em 30 segundos. O nome é paródia de Caçadores da Arca Perdida.
Câmelo Cross (On Yer Bike)
Em uma piscina, está um muro com ondulações que fazem alusão as corcovas de um câmelo. O participante, em cima de uma bicicleta, tem que andar pelo muro de bicicleta, sem cair.
Cipó do Bozó (The Dragon Lake)
Saltando pendurado em um cipó, o participante deve cruzar um lago e parar em cima de um elefante de mentira.
Cogumelo Voador (Mushroom Trip)
O participante se pendura em um cogumelo gigante de mentira, e cruza uma lagoa, Para vencer, ele precisa se lançar em cima de uma plataforma flutuante na água.
Dominó (Dominoes)
O participante tem que passar por cima de várias peças de dominó sem cair. Também teve edições da prova em duplas.
Em Cima do Muro (Home Run)
O participante tem 30 segundos para atravessar um muro e tomar muito cuidado com bolas gigantes penduradas em cordas, que possam derruba-lo na água.
Escorrega e Bate (End Bell)
O participante deve descer uma rampa em cima de uma prancha, deslizá-la na água, alcançar outra rampa e escalá-la e tocar um sino no topo
Fliper-lama (Ball Cupping)
O participante lança uma bolinha em uma máquina gigante de pinball e corre para baixo dela com uma panela. Ele deve pegar a bolinha com a panela antes que ela caia na lama embaixo do fim da máquina.
Fuça-Fuça (Mud Ball)
Uma bola de futebol é lançada no ar, e o participante, andando em um lamaçal, deve pegar a bola antes que ela caia na lama.
Futebol Americano (Grid Iron)
Vestido como jogador de Futebol Americano, o participante tem que pegar uma bola de Futebol Americano, driblar um time inteiro de monstros e chegar até o outro lado do campo para marcar o "Touch Down" e vencer a prova.
Gangorra (Bite The Bun)
Dois Participantes, vestindo camisas de times de futebol, estão em cima de uma rampa, que sobe e desce ao mesmo tempo, na parte de baixo, há dois cestos com várias bolas verde e laranja, mesmas cores dos capacetes, na parte de cima, há duas urnas com um buraco, ganha, quem colocar mais bolas na urna em até 50 segundos. Nesta Prova, tem as categorías masculina e feminina, cada uma com duas etapas e uma final.
Gira-Gira (Bridge The Gap)
O participante deve atravessar duas pontes giratórias indo de uma ponta de uma delas, passar para a outra e seguir até o final.
Jet-Xícara (Rice Bowl Downhill)
O participante é lançado de uma rampa úmida em uma xícara gigante. Ao final, ela chega em uma piscina. Ele deve se manter na xícara ao chegar lá, sem cair dela.
Jogo da Vara (Poles Apart)
Os participantes tentam fazer salto com vara do alto de uma plataforma sobre uma piscina, tentando alcançar uma plataforma flutuante na água.
Jogo do Disco (Slipped Diskeds)
Em uma piscina estão dispostos vários discos de diversos tamanhos e giram em sentidos diferentes. O participante deve cruzar a piscina passando por cima dos discos sem cair.
Labirinto Colméia (Honeycomb Maze)
O participante entra em um labirinto com várias salas hexagonais e várias portas em cada uma. Ele deve sair de lá pelo caminho certo, tomando cuidado com os monstros e com as saídas falsas.
Mortemática (The Run Way)
O participante sobe em um carrinho e é posto para correr. Ao lado, uma expressão matemática é mostrada. Ao final do caminho, ele deve responder o resultado correto.
No Pé do Ouvido (Prod)
Dois participantes estão em cima de plataformas estreitas e armados com 'cotonetes gigantes'. Quem empurrar o outro para fora primeiro vence. Era dividido em duas versões (masculina e feminina), com duas eliminatórias e uma etapa final cada.
Pedras Malditas (Skipping Stones)
O participante deve atravessar um rio pisando em várias pedras, tomando cuidado com as falsas, que afundam quando se pisa nelas.
Pé no Tubo (Pipe Down)
Em uma piscina, tem três plataformas,sendo a do meio, mais pequena, e dois tubos listrados que giram em sentidos opostos, para vencer, ele tem que atravessar o primeiro tubo, se manter de pé na plataforma do meio, atravessar o segundo tubo e seguir até o final.
Piratas do Caribe (Turtle Hurtle)
O participante deve atravessar uma ponte composta de várias plataformas flutuando no mar. As plataformas são escorregadias e, para piorar, um pirata vai atrás dele para derrubá-lo.
Porta da Sacanagem (Knock Knock)
Estão dispostas paralelamente quatro paredes, cada uma com quatro portas, sendo duas de madeira e duas de isopor - uma das quais tem uma rede para prender o participante. O participante deve atravessar as quatro paredes sem trombar com as portas de madeira, enquanto pessoas vestidas de monstros tentam impedí-lo de seguir adiante.
Prova do Cavalo (Dino Ride)
O participante deve pular em um touro mecânico móvel disfaraçado de cavalo, e permanecer sobre ele por todo o caminho até alcançar um sino e tocá-lo.
Rodobaca (Ro Jim Bo)
Dois participantes apoiam a cabeça em um bastão e dão dez voltas em torno de si. Então eles devem bater em um sino com o bastão, sem se desequilibrar.
Rola o Disco (Single Rowller)
Em uma piscina, estão 3 rolos separados por 7 discos, o participante tem que atravessar esse percurso sem cair.
Rola o Rolo (High Rollers)
Para vencer, o participante deve passar sobre sete rolos gigantes sem cair na piscina embaixo deles.
Roleta (Roulette)
Três Participantes, vestidos de palhaços, estão em cima de uma roleta, com um pódio no meio, todos separados em um lugar determinado. eles tiram as vestes de palhaços e depois, eles tem que vestir a mesma roupa e subir no pódio. ganha quem fazer esta função por primeiro, tem as etapas, masculina e feminina.
Surfe de Lagoa (Wipe Out)
O participante sobe em uma prancha de surfe giratória e deve pular os golfinhos e plataformas em seu caminho, sem cair.
Surfe de Mesa (Slip Way)
O participante se deita em cima de uma prancha de surfe sob uma mesa com rolos pequenos deslizantes. Ele não pode ir rápido demais, senão ele perde o controle da prancha e cai na água. Ele também não pode ir devagar, senão um monstro vem e a derruba na água. Para vencer, ele precisa parar na ponta da mesa onde tem uma seta indicando o local de parada.

Surfe Especial (Fish Food)
O participante se coloca em uma prancha de surf que é puxada por um mecanismo em uma passarela. Para vencer, ele precisa passar por cima e por dentro de arcos em forma de algas marinhas e por dentro da boca de um tubarão de mentira, sem cair.
Tapa na Aranha (Velcro Fly)
O participante veste um macacão vermelho de vélcro com asas de borboleta de mentira e se apoia a uma corda e se lança contra uma parede de vélcro com uma teia de aranha estampada e ele tem que grudar nesta parede de vélcro cair.
Teleferro (Up The Creek)
O participante entra em um teleférico de madeira e arrasta com uma corda para a esquerda, por baixo há um lamaçal e uma plataforma. o participante deve cair em cima dessa plataforma sem cair na lama.
Tinta Balde (Wet Paint)
O participante gira uma roleta e dispara um dardo nela, ao acertar em uma letra, ele tem que pintar esta letra em cima de uma rampa úmida com um pincel gigante, enquanto monstros disparam jatos d'água nos participantes para não permitir pintar a rampa.

## Pizza do Faustão
Inicialmente estreou como "Pizzaria do Faustão" em 2002 e, com o passar dos anos, o nome mudou para Pizza do Faustão. O quadro era exibido em um programa especial e reunia artistas em torno de uma mesa para um bate-papo. Datas comemorativas, como Dia das Mães, Páscoa, Natal, lançamento ou final de novelas, estreia de quadros novos e entrega do Troféu Mário Lago, eram momentos propícios para uma conversa mais demorada. Os pizzaiolos Mario Taconi, Pedro Almeida e Francisco Francíli foram alguns dos responsáveis pelo preparo das pizzas. A atração foi inspirada no Almoço com as Estrelas, programa da TV Tupi apresentado por Airton Rodrigues. Em julho de 2012, o apresentador Fausto Silva e o chef de cozinha Massimo Ferrari publicaram o livro de receitas "Pizza do Faustão". O livro reúne dicas de como fazer uma boa pizza e 51 receitas, entre elas, as preferidas dos famosos.
Convidados ilustres estiveram presentes em uma das primeiras edições do quadro.Tarcísio Meira, Glória Menezes, Malu Mader, Maitê Proença, Reynaldo Gianecchini, Betty Faria, Silvia Pfeifer, Vera Holtz, Taís Araújo, Mario Frias, Nívea Stelmann, Débora Duarte e Mariana Ximenes participaram da Pizzaria do Faustão, no dia 13 de janeiro de 2002. Eles assistiram a alguns de seus momentos marcantes no Domingão e se animaram com as atrações musicais do programa: Daniela Mercury, Alexandre Pires, Zezé Di Camargo e Luciano, Elba Ramalho, Vavá e Roberta Miranda.

## Rala e Rola
Foi um jogo voltado para crianças entre 7 e 12 anos. Estreou no dia 3 de junho de 1990. Duas equipes de crianças se enfrentavam em provas divertidas. Faustão comandava o quadro, com a ajuda de duas assistentes de palco. Quem acertasse a pergunta fazia prova para ganhar pontos. O Rala e Rola surgiu quando o diretor responsável pelas Olimpíadas do Faustão, Alexandre Lannes, percebeu que muitas crianças queriam participar das provas, então limitadas aos adultos.

## Se Vira nos 30
O Se Vira nos 30 foi um dos quadros mais populares do Domingão do Faustão nos anos 2000. Reunia talentos de anônimos do Brasil inteiro.
Com estreia em 2002, o quadro recebia diversas pessoas ou grupos apresentando números artísticos, contando piadas ou apresentando habilidades em 30 segundos. A plateia votava e escolhe a melhor atração, que recebe um prêmio em dinheiro. 
Para comemorar os 15 anos do Domingão do Faustão, em 2004, foi criado o Super Se Vira nos 30, reunindo os vencedores de 2002 e 2003, em uma nova competição, com prêmio de R$ 15 mil. Em 2016, Faustão contabilizou mais de 1.600 talentos inusitados no Se Vira Nos 30. O prêmio aumentou para R$ 30 mil. 

## Sexolândia
No Sexolândia, celebridades e anônimos se enfrentavam em um jogo de perguntas e respostas sobre relacionamento. Com estreia no dia 7 de outubro de 1990, o quadro garantiu momentos engraçados e de discussão sobre os assuntos abordados. Divididos em times de homens e mulheres, um grupo deveria adivinhar a resposta escolhida pelo outro.
Após os primeiros anos, o público também participava do quadro. Uma equipe do Domingão ia às ruas perguntar sobre sexo, amor e casamento e, no estúdio, os famosos deveriam acertar a resposta dos fãs para somarem pontos. O quadro ficou no ar até 1998.

## Videocassetadas
São filmagens em vídeo normalmente feitas por cinegrafistas amadores em câmeras de vídeo domésticas, que apresentam pessoas ou animais em situações constrangedoras, quase sempre em leves acidentes, tais como quedas ou sendo atingidas por objetos. São apresentadas com o propósito de provocar o riso nos telespectadores.
Este quadro também foi apresentado por outros programas, tais como o Domingo Legal. Em 2011, o Domingão do Faustão passou a selecionar cassetadas inéditas, ocasionadas no Brasil e enviadas via internet para o site do programa.